# Xystrologa
Xystrologa är ett släkte av fjärilar. Xystrologa ingår i familjen äkta malar.
Kladogram enligt Catalogue of Life:
| Xystrologa | \| \| Xystrologa antipathetica \| \| \| \| \| \| Xystrologa fulvicolor \| \| \| \| \| \| Xystrologa grenadella \| \| \| \| \| \| Xystrologa invidiosa \| \| \| \| \| \| Xystrologa lactirivis \| \| \| \| \| \| Xystrologa nigrovitta \| \| \| \| \| \| Xystrologa sympathetica \| \| \| \| |
|            | \| \| Xystrologa antipathetica \| \| \| \| \| \| Xystrologa fulvicolor \| \| \| \| \| \| Xystrologa grenadella \| \| \| \| \| \| Xystrologa invidiosa \| \| \| \| \| \| Xystrologa lactirivis \| \| \| \| \| \| Xystrologa nigrovitta \| \| \| \| \| \| Xystrologa sympathetica \| \| \| \| |
|            | Xystrologa antipathetica |
|            | |
|            | Xystrologa fulvicolor |
|            | |
|            | Xystrologa grenadella |
|            | |
|            | Xystrologa invidiosa |
|            | |
|            | Xystrologa lactirivis |
|            | |
|            | Xystrologa nigrovitta |
|            | |
|            | Xystrologa sympathetica |
|            | |